# Wróblewo (gmina)
Wróblewo – dawna gmina wiejska w latach 1934-1954 w woj. poznańskim (dzisiejsze woj. wielkopolskie). Siedzibą władz gminy było Wróblewo.
Gmina zbiorowa Wróblewo została utworzona 1 sierpnia 1934 roku w powiecie szamotulskim w woj. poznańskim z dotychczasowych jednostkowych gmin wiejskich: Ćmachowo, Głuchowo, Kłodzisko, Lubowo, Pakawie, Pierwoszewo, Wartosław, Wierzchocin i Wróblewo (oraz z obszarów dworskich położonych na tych terenach lecz nie wchodzących w skład gmin). 
Po wojnie gmina zachowała przynależność administracyjną. Według stanu z dnia 1 lipca 1952 roku gmina składała się z 8 gromad: Biezdrowo, Ćmachowo, Głuchowo, Kłodzisko, Lubowo, Pakawie, Pożarowo, Wartosław, Wierzchocin i Wróblewo. Gmina została zniesiona 29 września 1954 roku wraz z reformą wprowadzającą gromady w miejsce gmin.
Jednostki nie przywrócono 1 stycznia 1973 roku po reaktywowaniu gmin.